# اقتحام سفارة السويد في بغداد 2023
اقتحام سفارة السويد في بغداد 2023 هو هجوم حدث في فجر يوم الخميس 20 يوليو 2023، على مقر سفارة السويد في العاصمة العراقية بغداد، حيث اقتحم عشرات المحتجين مبنى السفارة السويدية واضرموا النار فيها احتجاجاً على إحراق القرآن الكريم في السويد من قبل سلوان موميكا، وتصاعد الدخان الكثيف في المبنى الذي حاصرهُ المئات من أنصار زعيم التيار الصدري.

## الاقتحام
في 20 يوليو 2023 ، في حوالي الساعة 02:00 فجراً بالتوقيت الرسمي (23:00 بالتوقيت العالمي، 19 يوليو) ، اقتحم مئات المتظاهرين السفارة بعد أن منحت الشرطة في ستوكهولم تصريحاً لسلوان موميكا بحرق القرآن الكريم للمرة الثانية، وشوهد حريق وأعمدة دخان في مبنى السفارة، حيث أصدرت وزارة الخارجية العراقية بياناً نددت بالحادث وأن قوات الأمن تلقت تعليمات بشأن التحقيق بالحادثة، وصرح وزير الخارجية السويدي توبياس بلسترم أن طاقم السفارة آمن، وقال "إن حكومة العراق لم تتحمل مسؤوليتها القانونية بموجب اتفاقية فيينا للعلاقات الدبلوماسية لحماية السفارة. وتنص المادة 22 من الاتفاقية جزئيًا على أن البلد المضيف "يقع على عاتقه حماية مباني البعثة من أي اقتحام أو ضرر".
صرح المتحدث الرسمي باسم الحكومة العراقية باسم العوادي في بيان صحفي، إن «رئيس الوزراء محمد شياع السوداني وجه وزارة الخارجية بسحب القائم بالأعمال العراقي من سفارة جمهورية العراق في العاصمة السويدية، كما وجه بالطلب من السفيرة السويدية بمغادرة الأراضي العراقية»، وأضاف أن «هذه التوجيهات جاءت رداً على تكرار سماح الحكومة السويدية بحرق القرآن الكريم والإساءة للمقدسات الإسلامية وحرق العلم العراقي».

## خلفية تاريخية
- في 28 حزيران/يونيو 2023، قام سلوان موميكا، وهو لاجئ عراقي في السويد ذو أصول مسيحية، بتمزيق نسخة من القرآن الكريم، ثم حرقها عند مسجد ستوكهولم المركزي، في أول أيام عيد الأضحى، بعد أن منحته الشرطة السويدية تصريحًا بتنظيم الاحتجاج إثر قرار قضائي.
- وفي 20 تموز/يوليو 2023 كرّر سلوان موميكا حرقهُ لنسخة من القرآن الكريم وإضافة إلى ذلك، حرق العلم العراقي أمام مقر السفارة العراقية في السويد، مما أثار غضب الشعب العراقي والحكومة العراقية، ونتيجة لذلك قررت الحكومة العراقية طرد السفيرة السويدية وقطع العلاقات الدبلوماسية بالكامل مع ستوكهولم.[10][11][12]

## ردود الفعل
- العراق: أدانت وزارة الخارجية العراقية بشدة اقتحام وحرق السفارة السويدية في بغداد.[13]
- السويد: استدعت السفير العراقي في ستوكهولم، وحمّلت الخارجية السويدية السلطات العراقية مسؤولية حماية البعثات الدبلوماسية وموظفيها.[14]
- الولايات المتحدة: أدانت وزارة الخارجية الأميركية بشدة الهجوم على سفارة السويد في بغداد.
- الاتحاد الأوروبي: استنكر الاتحاد الأوروبي الهجوم على السفارة السويدية في العراق.
- بعثة الأمم المتحدة لمساعدة العراق (يونامي): نددت بعثة الأمم المتحدة في العراق بالهجوم على السفارة السويدية.

## مقالات ذات صلة
- اقتحام السفارة الأمريكية في بغداد 2019
- اقتحام السفارة البحرينية في بغداد 2019